# 5246 Migliorini
Az 5246 Migliorini (ideiglenes jelöléssel 1979 OB) egy marsközeli kisbolygó. Edward L. G. Bowell fedezte fel 1979. július 26-án.